# Victoria (film 1979)
Victoria è un film del 1979 diretto da Bo Widerberg.